# Правдивая история о трёх поросятах
«Правдивая история о трёх поросятах» — анимационный фильм, снятый в 2008 году режиссёром Константином Бронзитом по сказке Джона Чесшки и иллюстрациям Лейн Смит. Проект «Современные сказки мира».

## Сюжет
Фильм начинается с того, что голос за кадром произносит: «Все знают историю про трёх поросят. Или, по крайней мере, думают, что знают».
Затем появляется сам рассказчик — Александр Волк, предлагающий называть его просто: Саша. Так начинается альтернативная история известной сказки, герой которой изо всех сил пытается оправдаться и вызвать сочувствие.
В основе сюжета — попытка Волка одолжить у соседей немного сахара для пирога. Соседи же его — одни поросята. Только живут они в разных домах: у первого избушка из соломы, у второго — из веток, у третьего — из кирпича. И если «знакомство» обитателей ветхих лачуг с Волком заканчивается плачевно для них, то визит к третьему соседу оборачивается печальным финалом уже для самого Волка — он попадает за решётку.

## Создатели фильма
- Режиссёр — Константин Бронзит
- Автор сценария и продюсер — Ирина Марголина
- Композитор — Крис Томас Кинг
- Звукорежиссёр — Владимир Голоунин
- Монтажёр — Сергей Глезин
- Роль озвучил — Анатолий Петров
- Раскадровка — Екатерина Салабай
- Аниматор — Алексей Пичужин
- Художники — Анна Миронова, Лидия Бабушкина
- Звук — Мария Баринова, Екатерина Виноградова, Леонид Магергут
- Исполнительный продюсер — Александр Боярский

## Фестивали
Фильм участвовал в кино- и анимационных фестивалях
- Фестиваль отечественного кино «Московская премьера» (2008)
- Фестиваль российского кино «Окно в Европу» в Выборге (2008)
- Кинопремия «Ника» (2009)
- Международный анимационный фестиваль в Тегеране (2009)
- Фестиваль русского кино в Лондоне (2009)
- Международный фестиваль документального и анимационного кино в Лейпциге (2009)
- Кинопремия «Золотой орёл» (2009)
- Международный кинофестиваль в Мекснесе (Марокко) (2011)

## Награды
- 2009 — премия «Ника» за лучший анимационный фильм
- 2010 — премия «Золотой орёл» за лучший анимационный фильм